# غارات
غارات مجموعه حملات نامنظمی که معاویه در زمان خلافت علی بن ابی طالب از سال ۳۷ تا ۴۰ هجری، پس از نبرد نهروان، آن‌ها را تدارک دید.این حملات به صورت راهزنی و قتل مردم عادی با هدف ایجاد رعب و وحشت در سرزمین‌های عراق و حجاز انجام می‌شد و تاریخ‌نگاران مسلمان آن‌ها را اصطلاحاً «غارات» نامیده‌اند. به نوشته وگلیری، در ۴۰ هجری علی حتی کنترلی بر شهرهای مکه و مدینه نداشت. قدرت علی عملاً به شهر کوفه محدود شده بود و در موضعی تدافعی بود تا آنجایی که اقدامی در برابر لشکرکشی‌های معاویه به قلب عراق، یمن و عربستان نکرد.
در سال ۳۸ هجری، زمانی که به جهت اختلاف ابن عباس با علی وضع بصره آشفته بود، معاویه کوشید از شرایط بصره بهره‌داری کند و عبدالله بن عمرو حضرمی را به بصره اعزام کرد تا کنترل آنجا را در دست گیرد. هرچند وی با مقاومت زیاد بن ابیه، عامل علی در بصره، و جمعی از بصریان مواجه شد، اما با حمایت جمعی دیگر توانست به عنوان حاکم عمل کند و از اتباعش برای معاویه خراج بگیرد. با این حال علی به درخواست زیاد، جاریه بن قدامه را با سپاهی به بصره فرستاد و جاریه با حمایت بصریان حامی علی، ابن حضرمی را شکست داد و کشت.
در ۳۹ هجری، علی کنترل حجاز را نیز از دست داد. معاویه، بسر بن ارطات را با سپاهی به حجاز گسیل داشت. بسر به همراه ۲۶۰۰ سپاهی، طبق دستور معاویه، مردم را در طول مسیر تا مدینه غارت کرد و ترساند. کارگزار علی در مدینه، ابوایوب انصاری، پیش از رسیدن بسر به کوفه گریخت. بسر در مدینه مردم را تا سرحد جان ترساند و از آن‌ها به زور برای معاویه بیعت ستاند. سپس به سوی مکه رفت، و در راه مردم را کشت و اموالشان را برد. قثم بن عباس، کارگزار علی در مکه نیز، پیشاپیش ورود وی، گریخت. بسر بر مکه تسلط یافت و از مردم بیعت ستاند. سپس، بسر سوی طائف رفت و مغیره بن شعبه که بزرگ آنجا بود و تا آن زمان راه میانه برگزیده بود، پیشاپیش ورودش را خوشامد گفت و به استقبال شتافت. آنگاه از طائف به جانب یمن رفت و در راه بر دو پسر عبیدالله بن عباس، والی علی در یمن، دست یافت و آن دو را کشت. عبیدالله بن عباس نیز پیشاپیش ورود بسر گریخت و آن‌ها که در صنعا و دیگر مناطق یمن مقاومت کردند، همگی کشته شدند. در نجران، یمن و حضرموت بر هر یک از حامیان علی که دست یافت، او را کشت و حتی برخی بزرگان قبایل مسلمان و مسیحی را که جانب علی نبودند، برای ترساندن مردم کشت. برخی نیز به دژها پناه بردند و برخی از برابرش گریختند. در گزارش‌ها عدد مبالغه‌آمیز سی هزار کشته را برشمرده‌اند. علی برای مقابله با بسر به زحمت و کندی توانست حمایت مردم کوفه را جلب کند. علی در تلاش برای تجهیز سپاهی برای گسیل به شام بود اما خبر جنایات بسر وی را مجبور به پرداختن به وضع عربستان کرد. سرانجام، جاریه بن قدامه داوطلب این کار شد. وی جاریه را فرستاد، تا وضع حجاز و یمن را آرام سازد. علی به جاریه دستور داد که به هیچ مسلمان و اهل ذمه آسیبی نرساند و اموال هیچ کس، حتی مرکبی را نستاند. جاریه با چهار هزار سپاهی در پی بسر شتافت، بی‌آنکه به شهرها وارد شود یا دژها را محاصره کند. وقتی به جاریه به یمن رسید هواداران عثمان گریختند و در کوه‌ها توسط حامیان علی کشته شدند. اما بسر و سپاه شام بنا بر نقشه معاویه به سرعت گریختند، تا با وی مواجه نشوند. پیش از آنکه جاریه از حجاز بازگردد، خبر کشته شدن علی به وی رسید.